# Зубър
Зубърът (Bison bonasus), наричан още и европейски бизон, е едър бозайник от разред Чифтокопитни. Съществували са три подвида зубри:
- Bison bonasus bonasus – Беловежки зубър
- Bison bonasus hungarorum – Унгарски зубър (изчезнал)
- Bison bonasus caucasicus – Кавказки зубър (изчезнал)

## Физически характеристики
- Мъжки
  - Маса: 500 – 1200 kg и повече
  - Височина на холката: 170 – 200 cm
  - Дължина на тялото: около 2,5 – 3 m
- Женски
  - Маса: 350 – 500 kg
  - Височина на холката: 160 – 190 cm

## Изчезване
Зубърът изчезва масово от Западна Европа до края на 11 век с изключение на Ардените, където те оцеляват до 14 век. Последният зубър в Молдова е убит през 1762 г., а през 1790 г. – в Трансилвания.
Зубърът по закон е бил собственост на полските крале, литовските князе и руските царе. Крал Зигмунт II Август въвежда смъртно наказание за убиването на зубри в средата на 16 век. Последният див зубър в Полша е убит през 1919 г., а последният див зубър в света е убит в Кавказ от бракониери през 1927 г. До тази година са останали по-малко от 50 индивида, всичките от които в зоопаркове.
Зубрите са пуснати в диви места през 1951 г. и операцията има успех. Те живеят в резервати близо до Беловежката гора в Полша и Беларус. Срещат се стада в Полша, Литва, Беларус, Украйна, Русия и Киргизстан. Зоологическите паркове в 30 страни също притежават няколко индивида. През 2000 г. са налице 3000 индивида от вида Зубър, като всичките са потомци на 12 индивида. Поради ограничения генетичен фонд, те са смятани за много уязвими спрямо болести като шап.
Правени са опити да се създадат малки популации на зубри в България, но не всички са успешни. В България зубри се развъждат единствено в ловното стопанство „Воден“ в Разградско. До 1990 г. броят им е 160, но той постепенно намалява. По данни от 2017 г. в България има 30 зубъра в стопанство „Воден“. В Източните Родопи в дивечовъден участък „Студен кладенец“ също има 7 зубри, чието заселване започва през октомври 2013 г. През 2019 г. животните са освободени в дивата природа на Източни Родопи, като вече наброяват 19 европейски бизона. От ноември 2024 г. започва разселване на европейски бизони в ДЛС „Женда“, което е част от териториалния обхват на Южноцентрално държавно предприятие (ЮЦДП). Те са транспортирани от Словакия от екип на Фондация „По-диви Родопи“, която си партнира с ЮЦДП – Смолян за възстановяването на популацията в дивата природа на този застрашен вид. Засега там са 5 бизона, от които 4 женски и 1 малко теле, но се очаква да бъдат разселени още бройки.
Световният съюз за защита на природата класифицира зубъра като застрашен вид през 1996 г.
Протичащата понастоящем реинтродукция на зубъра в европейските гори е природна и екологична революция, по-голяма дори от завръщането на вълците в Европа в края на миналия век. През 2013 г. в света е имало 5249 екземпляра, от които 1623 животни са живели в неволя, а 3626 – в полусвободно и свободно състояние.

## Размножаване
Полова зрялост настъпва за мъжките на 8 – 9 г. и за женските на 5 – 6 г. Бременността трае 265 дни, малкото се ражда 16 – 35 kg и майката се грижи за него около 2 години.